# Adolf Van Landeghem
Adolf Jozef Marie Van Landeghem (Dendermonde, 11 juni 1813 - Lokeren, 3 september 1881) was een Belgisch notaris en politicus voor de Liberale Partij.

## Levensloop
Van Landeghem was notaris van beroep, onder andere voor de graaf Gustave Goethals (Brugge, 1831 - Wondelgem, 1911).
Hij werd verkozen als gemeenteraadslid te Lokeren, alwaar hij tevens een tijdlang schepen en van 1861 tot 1872 burgemeester was. Hij werd in deze functie opgevolgd door Karel Thuysbaert.